# 織田真実那
織田 真実那 （おだ まみな、1991年〈平成3年〉8月15日 - ）は、日本のグラビアモデル、レースクイーン、タレント。三重県出身。イー・スマイル所属。

## 来歴

### dianaからレースクイーンへ
2015年・2016年と横浜DeNAベイスターズのオフィシャルサポーティングガールズユニット『diana』（ディアーナ）で活動する。当時のdianaは球場でのダンス・パフォーマンスのみならず、オリジナル曲を制作しライブ・イベント活動も行っており、2016年のTOKYO IDOL FESTIVALにも出演した。dianaの同期には山吹香織、中村比菜、小林花桜里、橘亜李彩がいる。
diana卒業後の2017年、SUPER GT「フォーラムエンジニアリングギャル」に就任しレースクイーンデビュー。同年の日本レースクイーン大賞では新人部門のファイナリスト10名の中に入ったが、グランプリ受賞はならなかった。
2018年、タッチアップエンターテインメントに所属し、同年のアップガレージ「ドリフトエンジェルス」メンバーに就任。翌2019年も引き続きドリエンメンバーとして、同年度のキャプテンを務めたが、この年をもってドリエン自体が活動休止したため、最後のドリエンメンバーのうちの一人となっている。

### イー・スマイル移籍後
ドリエン卒業後の2020年1月3日、自身のツイッターでイー・スマイルへの移籍を発表。先述の中村比菜やドリエンで共働した安田七奈、宮瀬七海と同じ事務所に所属することになった。移籍後の同年4月からは、イー・スマイルの先輩だった佐崎愛里の引退を受けて、西口プロレスのリングガール『西口向上委員会』のメンバーに就任。翌2021年も西口向上委員会を継続した。更に同年のSUPER GTでは、「KONDO Racing リアライズガールズ」として霧島聖子と共にGT500クラス・24号車のレースクイーンを担当。スーパー耐久ではドリエンで共働した神尾美月らと共に「MPエンジェル」を、スーパーフォーミュラでは事務所の先輩である小越しほみの後任として「にゃんこ大戦争ガールズ」を担当。コロナ禍の中で3カテゴリーのRQを兼任していた。
2021年、同年度も継続するリアライズガールズで共働した霧島聖子がWeds Sportのレースクイーンに転じたことから、霧島が兼任していたスーパー耐久公式イメージガール「D'stationフレッシュエンジェルズ」を引き継ぐ。この年のフレエンは残りの5人がすべて前年度からの続投となったため、新メンバーは織田のみとなった。
2022年1月15日に東京オートサロン（幕張メッセ）で発表された『MediBang 日本レースクイーン大賞2021』では、リアライズガールズのコスチュームがコスチュームグランプリを受賞した他、織田自身も実行委員会特別賞を受賞した。同年のSUPER GTでも3年連続でリアライズガールズ（24号車担当）を務め、翌2023年1月14日発表の『Adam by GMO 日本レースクイーン大賞2022』では大賞5名の中に入る。同年度ファイナリスト20名の中では最年長となる31歳での選出だったが、最年長グランプリ記録更新はならなかった。
2023年と2024年・2025年もリアライズガールズを務めており、通算6年連続はリアライズガールズ史上最長となった。特に2023年と2025年のリアライズは24号車・56号車共にメンバーが前年から続投している。

## 人物・エピソード
- diana加入前は@ほぉ〜むカフェにメイドとして勤務。「おまめちゃん」と呼ばれていた[30][31]。そのせいかコスプレを趣味としている[32]。
- 父親が自動車整備士で、子供の頃から鈴鹿サーキットによく行ったという。2018年のSUPER GT第3戦[注 6]では、スタート前にグリッドボードを掲げる役割を担ったが、アップガレージのチームは6位という結果に終わった[31]。
- diana時代の2015年頃から競馬に興味を持ち、2018年3月22日から6月21日まで、スポーツニッポン紙上にて「馬（マ）ドンナの予言」を連載していた[33][34]。
- 妹が1人いる[注 7]。
- 普通自動車免許、漢字検定準2級を所有している。

## 活動

### レースクイーン歴
| 年                          | カテゴリー                      | チーム名                                | 他メンバー                                           |
| --------------------------- | ------------------------------- | --------------------------------------- | ---------------------------------------------------- |
| 2017年                      | スーパーGT                      | フォーラムエンジニアリングギャル        | 吉美あや、千葉悠凪                                   |
| 2017年                      | D1グランプリ                    | ZESTINO D1 GAL                          |                                                      |
| 2018年                      | スーパーGT                      | ドリフトエンジェルス                    | 安田七奈（キャプテン）、横田りか、永原芽衣           |
| 2019年                      | スーパーGT D1グランプリ         | ドリフトエンジェルス                    | 神尾美月、引地裕美、安藤麻貴、宮瀬七海、一希紫音     |
| 2020年                      | スーパーGT 500クラス （24号車） | KONDO Racing「リアライズガールズ」      | 霧島聖子                                             |
| 2020年                      | スーパー耐久ST-Xクラス          | MP Racing「MPエンジェル」               | 神尾美月、南真琴                                     |
| 2020年                      | スーパーフォーミュラ            | ROOKIE Racing「にゃんこ大戦争ガールズ」 | 野田桃加                                             |
| 2021年                      | スーパー耐久                    | D'stationフレッシュエンジェルズ         | 林紗久羅、引地裕美、宮瀬七海、阿比留あんな、水瀬琴音 |
| 2021年                      | スーパーGT 500クラス （24号車） | KONDO Racing「リアライズガールズ」      | 林紗久羅                                             |
| 2022年 2023年 2024年 2025年 | スーパーGT 500クラス （24号車） | KONDO Racing「リアライズガールズ」      | 原あゆみ                                             |

### イベント
- 東京モーターショー「トミカブース」（2017年）[38]
- SPEED×SOUND TROPHY（2017年12月3日、筑波サーキット） - 中村比菜と共に「SST GIRLS」として出演[39][動画 1]
- 東京オートサロン
  - 「ZESTINOタイヤブース」（2018年）[40]
  - 「PUMAブース」（2020年、一瀬優美と共演[41]）
  - 「ワイルド・スピードシリーズブース」（2023年、生田ちむと共演[42]）

### 連載
- スポーツニッポン「馬（マ）ドンナの予言」（2018年3月22日 - 6月21日連載）[33][34]

## 作品

### DVD
- Hip＆Leg（2018年9月21日、イーネット・フロンティア）[32]